# Przyczynowość
Przyczynowość – kategoria filozoficzna oznaczająca jedną z form powszechnej i koniecznej zależności zjawisk, które mają miejsce w obiektywnej rzeczywistości.

## Historia pojęcia przyczynowości

### Scholastyka
Tradycyjna arystotelesowsko-tomistyczna filozofia realistycznie interpretowała pojęcie przyczyny, co prowadziło do uznania zasady przyczynowości. Siły sprawcze rzekomo istniały w samych ciałach, dzięki czemu obserwujemy ich wzajemne współoddziaływanie. Z biegiem dziejów filozofii walor naukowy tej zasady został jednak zakwestionowany. Zaczęły powstawać nowe koncepcje, podważające tradycyjne rozumienie pojęcia przyczynowości. Jako pierwszy, najbardziej gruntownej krytyki dokonał David Hume, aczkolwiek już wcześniej zauważono istotne luki logiczne zawarte w pojęciu rozumianym na tradycyjny, scholastyczny sposób.

### Kartezjusz
Już Kartezjusz nadał jej inne znaczenie. Przyczynowe oddziaływanie było w jego mechanistycznej koncepcji przyrody podstawowym prawem, lecz nie istniało na sposób realny. Punktem wyjścia było oddzielenie dwóch substancji: duchowej i materialnej. Istotą substancji duchowej jest myślenie, materialnej natomiast rozciągłość. Kartezjusz twierdzi, że w związku z tym nie ma w materii żadnych sił. Jej własnością jest rozciągłość, zatem jest ona bezwładna. Duch i materia jako dwie odmienne natury nie mogą również w żaden sposób wpływać na siebie nawzajem. Obserwujemy harmonijne oddziaływanie ciał na siebie w przyrodzie, natomiast człowiek jest przeświadczony, iż jest sprawczą przyczyną swoich własnych działań. Kartezjusz wyjaśnia tę kwestię odwołując się do Boga jako pierwszej, jedynej przyczyny. Bóg jest poza światem, ale będąc poza nim jest źródłem jego harmonii. To On z zewnątrz wprawił świat w ruch i pozostawił samemu sobie. Nie ma wątpliwości, że po A nastąpi B, mamy na to boską gwarancję. Naturalne jest jednak dla Kartezjusza, że Bóg nie musi w ten mechanistyczny proces rozwoju ingerować skoro wszystko z góry zostało przez Niego ustalone. Problemem dla Kartezjusza pozostała jednak kwestia interakcji umysł-ciało. Człowiek jest jedyną istotą we wszechświecie, w której te dwie substancje stykają się. Jednak z natury owych substancji wynika, iż nie mogą na siebie oddziaływać. Duch przez samo myślenie nie stworzy ruchu, materia nie może wpłynąć na myślenie. Właściwie Kartezjusz nie rozwiązał tego problemu zadowalająco. Na poziomie biologicznym człowieka można, podobnie jak całą przyrodę, rozpatrywać w kategoriach maszyny, lecz problem przyczynowego oddziaływania umysł-ciało pozostał otwarty.

### Następcy Kartezjusza
Następcy Kartezjusza szukali rozwiązania dla tej trudności. Oryginalnie wyjaśnił ją Leibniz na gruncie swojej "Monadologii". W zjawisku dana nam jest zawsze złożoność oraz przyczynowe oddziaływanie, które zawsze ze sobą idą w parze. Ruch i zmiana mogą bowiem zachodzić tylko w złożoności wewnątrz której następuje przemieszczenie się części pod wpływem przyczyny zewnętrznej. Jednak - jak rozumuje Leibniz - tam gdzie jest złożoność, muszą być i części proste. A proste części są niepodzielne, zatem żadna zmiana ani ruch nie może w nim zachodzić. Muszą to być więc duchowe, pierwotne cząstki. Leibniz nazywa je monadami. Jest ich nieskończenie wiele i to one stanowią prawdziwą rzeczywistość. Cielesność i złożoność to tylko zjawiskowość, sposób w jaki monada zjawia się monadzie. Monady jednak nie mogą być pobudzane z zewnątrz, a przecież dzięki nim - twierdzi Leibniz - widzimy w złożonym świecie zgodność i wzajemne oddziaływanie. Dzieje się tak ponieważ w świecie monad istnieje hierarchia. Od najniższych, nieświadomych do najwyższej - czyli Boga. To właśnie Bóg, monada centralna i ostateczna jest przyczyną harmonii wszechświata. Monady, nie mogąc na siebie oddziaływać, tworzą spójną rzeczywistość, dlatego że On wprzód ten porządek ustanowił. Uregulował monady i umieścił je w odpowiednim dla ich możliwości poznawczych miejscu we wszechświecie. Dlatego monady rozwijają się zgodnie i równolegle. Są jak zegary "nakręcone" wcześniej przez Boga, które ze sobą się zgadzają i przez to robią wrażenie, jakby faktycznie były od siebie zależne. Leibniz postulował wolność monad, lecz jego system można interpretować w duchu determinizmu. Skoro Bóg "nakręcił" monady według swojego planu, to można powiedzieć, że monady nie są tak naprawdę wolne, gdyż indywidualny rozwój każdej z nich jest z góry ustalony. Zatem to co się dzieje, dzieje się koniecznie.
Inaczej problem przyczynowości rozwiązuje Malebranche. Wyciągnął on radykalne wnioski z kartezjańskiego podziału na dwie substancje. Zgodził się, iż faktycznie materia i duch nie mogą w żadnym wypadku na siebie oddziaływać. Było to dla niego w ogóle niewyobrażalne. Zauważywszy więc ludzką skłonność do posługiwania się zasadą przyczynowości, uznał ją za niesłuszną. Między materią a duchem nie mogą zachodzić żadne przyczynowe oddziaływania, podobnie między ciałami. Wszak są bezwładne. Prawdziwej przyczyny sprawczej nie należy więc szukać w przyrodzie. Według Leibniza należy szukać jej w Bogu. Materia, jako pozbawiona sił, nie może być do działania zdolna. Może jedynie jemu podlegać. Przyczyną sprawczą jest tylko Bóg. Materia jest okazją dla działania boskiego. Człowiek jest nie więcej do czynu zdolny niż reszta stworzenia. Nie ma on w sobie żadnej mocy, posiada jedynie wolę. Życzenia woli realizowane są przez Boga. Złudzeniem człowieka jest, iż jest sprawczą przyczyną swych działań. Filozof zakładał jednak, iż człowiek jest istotą wolną. Może przecież chcieć zła, na które Bóg zezwala. W ten sposób (zezwalając na zło) Bóg respektuje ludzką wolność.

### Hume
Druzgocącej krytyki pojęcia przyczynowości dokonał należący do linii brytyjskiego empiryzmu David Hume. Odróżnił dwa rodzaje wiedzy: o stosunkach pomiędzy ideami i o faktach. Wiedza pierwszego typu była wiedzą czysto rozumową, jej konieczność i oczywistość nie stanowiła dla Hume'a problemu. Wiedza ta nie zależy bowiem od doświadczenia. Natomiast wiedza o faktach stanowiła problematyczną kwestię. Jako empirysta, twierdził, że fakty są jedynym pewnym źródłem wiedzy i w pierwszej kolejności należy opierać się na doświadczeniu. Tylko ono jest miarodajne w nauce. Ale jednocześnie twierdził, iż zasady przyczynowości, na której nauka się opiera nie można dowieść dedukcyjnie. Wręcz przeciwnie. Kategorię przyczyny uważał Hume za czysty wytwór wyobraźni. W żadnym wypadku nie należy przypisywać jej rozumowi. Pojęcie przyczynowości powstaje w wyobraźni ludzkiej na skutek przyzwyczajenia wywołanego nagromadzeniem doświadczenia. Skoro obserwujemy, że po jednym zjawisku zachodzi drugie to chyba pierwsze jest przyczyną drugiego. W ten sposób, wiążemy dwa styczne i stale następujące w podobny sposób po sobie zjawiska związkiem przyczynowo-skutkowym. Może to być operacja bezpodstawna, dlatego dodatkowo ważne jest, według Hume'a, skąd bierze się zasada powiązania koniecznego między tymi zjawiskami. Otóż wynika ona tylko z nawyku i doświadczenia: np. z badań autorytetów, z pamięci i ze zmysłów. Nie mamy żadnych praw aby przyczynowość uznać za powszechne dedukcyjne prawo bytu. Wyjaśnienia racjonalistyczne, do których odwoływali się poprzednicy Hume'a (Kartezjusz, Malebranche, Leibniz) polegały na odwoływaniu się do pozaziemskiej przyczyny, do Boga. To oczywiście dla Hume'a jako sensualisty było niesłuszne. Filozof dokonał rzetelnej krytyki samego pojęcia Boga. Dowiódł, iż przede wszystkim dochodzimy do niego opierając się właśnie na zasadzie przyczyny i skutku.
Również doświadczenie wewnętrzne niczego nie dowodzi, gdyż człowiekowi tylko się wydaje, że posiada moc wywoływania skutków w aktach swojej woli. W rzeczywistości dane jest mu tylko następstwo faktów między przeżyciem wewnętrznym a zjawiskiem. Dany jest mu sam czyn, wysiłek, ale nigdy siła działająca. Wyniki badań Hume'a były sceptyczne. Zakwestionował sensowność tradycyjnej metafizyki oraz podważył podstawy nauk ścisłych. Ostatecznie są więc tylko dwie dziedziny rzetelnej wiedzy: matematyka (nauka czysto aprioryczna) oraz nauka o faktach, czyli taka, która poza fakty stwierdzone nie wykracza.

### Kant
Krytyka pojęcia przyczynowości jest również obecna u Immanuela Kanta. Chociaż twierdził on, iż to Hume obudził go z "dogmatycznej drzemki" to jednak nie poprzestał on na hume'owskim sceptycyzmie. Kant uważał, iż rację miał Hume, wskazując przesadne roszczenia spekulatywnego rozumu, jednak wnioski jego zbyt były pośpieszne. Kant uważał, że wynikało to z niesłusznej postawy Hume'a. Według Kanta, filozof nie może kwestionować osiągnięć nauki, tylko dlatego, że pozostają one w sprzeczności z jego własnymi rozważaniami. Musi natomiast ustalenia nauki wyjaśniać. Kant dokonał dedukcji pojęć, które są prawami myślenia. Człowiek posługuje się tymi pojęciami wydając jakiekolwiek sądy. Wywodzą się one z czystego intelektu, który stosuje je do naoczności, do danych wrażeniowych. Bez nich nie byłoby przedmiotu, bo przedmiot istnieje o ile kategorie dostosowują się do naoczności, zespalając je w jedność. Są więc warunkiem przedmiotu. Zatem pojęcie przyczynowości należy do owych dwunastu apriorycznych form intelektualnego poznania. Bez przyczynowości nie moglibyśmy w ogóle nic mówić o świecie. Przyroda byłaby ciągłym cudem. Coś się pojawia, potem znika. Orzekanie o świecie ma sens właśnie dzięki danej a priori kategorii m.in. przyczynowości. Jej samej jednak nie sposób naukowo zweryfikować, bo sama weryfikacja jest dzięki niej możliwa.

### Współczesne ujęcia
Przemiany w rozumieniu przyczynowości związane są z ewolucją w rozumieniu relacji pomiędzy przedmiotem a podmiotem. W tradycji scholastycznej podmiot pojmowano raczej jako biernego odbiorcę obiektywnej, niezależnej rzeczywistości, do której powinien się dostosować. Przyroda dyktuje warunki, wyznacza prawa. Poznać świat jaki jest sam w sobie - to ideał tradycyjny. Zatem, podmiot, jako pasywny obserwator, przyjmuje rzeczywistość jak mu się jawi, a więc kieruje się raczej zdrowym rozsądkiem i doświadczeniem. Rzeczywistość się mu narzuca, zatem ma skłonność do przyjmowania chociażby zasady przyczynowości jako obiektywnie istniejącej. Nie doceniano czynnej roli intelektu ludzkiego, który jak się okazało miał swój współudział w tworzeniu tejże rzeczywistości. Nowożytność zaczęła dostrzegać, jak ogromna to była rola. Najpełniej przedstawił to Kant, który dokonał przełomowego odkrycia w refleksji nad poznaniem ludzkim. Wskazał, iż jest odwrotnie niż przyjmowała tradycja. Rozum wręcz wyprzedza doświadczenie, stawiając pytania i skłaniając przyrodę, aby na nie odpowiedziała. "Zwraca się on do przyrody, aby od niej być pouczonym, wszakże nie jako uczeń, lecz jako sędzia, który ma prawo zmuszać świadków, aby mu odpowiadali na jego pytania".